# العلاقات الهندية البوروندية
العلاقات الهندية البوروندية هي العلاقات الثنائية التي تجمع بين الهند وبوروندي.

## مقارنة بين البلدين
هذه مقارنة عامة ومرجعية للدولتين:
| وجه المقارنة                                              | الهند                       | بوروندي                                    |
| --------------------------------------------------------- | --------------------------- | ------------------------------------------ |
| المساحة (كم2)                                             | 3.29 مليون                  | 27.83 ألف                                  |
| عدد السكان (نسمة)                                         | 1.35 مليار                  | 10.86 مليون                                |
| الكثافة السكانية (ن./كم²)                                 | 410.33                      | 390.23                                     |
| العاصمة                                                   | نيودلهي                     | بوجومبورا، جيتيغا                          |
| اللغة الرسمية                                             | اللغة الهندية، لغة إنجليزية | اللغة الكيروندية، لغة فرنسية، لغة إنجليزية |
| العملة                                                    | روبية هندية                 | فرنك بوروندي                               |
| الناتج المحلي الإجمالي (بليون دولار)                      | 2.60 تريليون                | 3.48 مليار                                 |
| الناتج المحلي الإجمالي (تعادل القوة الشرائية) بليون دولار | 8.00 تريليون                | 8.13 مليار                                 |
| الناتج المحلي الإجمالي الاسمي للفرد دولار أمريكي          | 1.60 ألف                    | 277                                        |
| الناتج المحلي الإجمالي للفرد دولار أمريكي                 | 5.70 ألف                    | 77                                         |
| مؤشر التنمية البشرية                                      | 0.609                       | 0.400                                      |
| رمز المكالمات الدولي                                      | +91                         | +257                                       |
| رمز الإنترنت                                              | .in، .भारत ‏، .بھارت ‏،        | .bi                                        |
| المنطقة الزمنية                                           | ت ع م+05:30، توقيت الهند    | ت ع م+02:00                                |

## منظمات دولية مشتركة
يشترك البلدان في عضوية مجموعة من المنظمات الدولية، منها:
| علم المنظمة | اسم المنظمة                        | تاريخ انضمام الهند | تاريخ انضمام بوروندي |
| ----------- | ---------------------------------- | ------------------ | -------------------- |
|             | يونسكو                             | 4 نوفمبر 1946      | 16 نوفمبر 1962       |
|             | مؤسسة التمويل الدولية              | 20 يوليو 1956      | 28 نوفمبر 1979       |
|             | منظمة حظر الأسلحة الكيميائية       | ?                  | ?                    |
|             | مؤسسة التنمية الدولية              | 24 سبتمبر 1960     | 28 سبتمبر 1963       |
|             | منظمة التجارة العالمية             | 1995               | 23 يوليو 1995        |
|             | وكالة ضمان الاستثمار متعدد الأطراف | 6 يناير 1994       | 10 مارس 1998         |
|             | الاتحاد البريدي العالمي            | ?                  | ?                    |
|             | الاتحاد الدولي للاتصالات           | 1869               | 16 فبراير 1963       |
|             | منظمة الشرطة الجنائية الدولية      | ?                  | ?                    |
|             | الأمم المتحدة                      | 30 أكتوبر 1945     | 18 سبتمبر 1962       |
|             | البنك الدولي للإنشاء والتعمير      | 27 ديسمبر 1945     | 28 سبتمبر 1963       |
|             | البنك الإفريقي للتنمية             | ?                  | ?                    |

## وصلات خارجية
- موقع وزارة الخارجية الهندية